# Distretto di Kiskunhalas
Il distretto di Kiskunhalas (in ungherese Kiskunhalasi járás) è un distretto dell'Ungheria, situato nella provincia di Bács-Kiskun.